# Esthela de Jesús Ponce Beltrán
Esthela de Jesús Ponce Beltrán (La Paz, Baja California Sur, 27 de agosto de 1964) es una política mexicana, miembro del Partido Revolucionario Institucional. Diputada federal en tres ocasiones en las legislaturas LIX y LXI, también fue presidente municipal de La Paz, Baja California Sur.

## Carrera política
Realizó sus estudios profesionales en el Instituto Tecnológico de La Paz, donde se graduó como Licenciada en Administración de Empresas, en 1986. Desde entonces, es integrante activa del Colegio Nacional de Licenciados en Administración en el Estado de Baja California Sur. Durante su carrera política ha sido candidata del PRI a diputada local, diputada federal y senadora.
Comenzó su carrera política desde la época estudiantil: primero como integrante del grupo Rotarac, Club Rotario Fundador de La Paz; posteriormente fue Secretaria General del Movimiento Nacional de la Juventud Revolucionaria en su Municipio, Coordinadora de la Juventud Femenil del Comité Directivo Estatal de la CNOP; de la Unidad estatal de Promoción Voluntaria del Partido Revolucionario Institucional y del Consejo para la Integración de la Mujer (CIM) en Baja California Sur. Fungió también como Presidente del Organismo Nacional de Mujeres del Partido Revolucionario Institucional y Presidente del Comité Directivo Estatal en Baja California Sur del Partido Revolucionario Institucional. Administrativamente se desempeñó como Directora del Patronato del Estudiante Sudcaliforniano, en el gobierno estatal.

### Cargos partidarios
En el ámbito nacional, fue Directora Ejecutiva de la Secretaría de Organización Política del Comité Ejecutivo Nacional del PRI; alcanzando el liderazgo nacional de las mujeres de la CNOP, para luego hacerse cargo de la Vicepresidencia y Presidencia, sucesivamente, del Organismo Nacional de Mujeres Priistas, y de la Vicepresidencia del Consejo Político Nacional del Partido Revolucionario Institucional. Posteriormente se desarrolló como Secretaria de Gestión Social del propio Comité Ejecutivo Nacional, así como Vicepresidente de la XIX Asamblea Nacional del PRI, y también de la Mesa Directiva de Estatutos, en la propia asamblea.
Ha sido miembro de la Internacional Socialista de Mujeres, organismo que agrupa a mujeres líderes en todo el mundo, además de desempeñarse como integrante de la Comisión General Coordinadora de su “Primera Reunión Regional de América Latina y el Caribe” que se llevó a cabo el 10 y 11 de septiembre de 2004, bajo el lema: “Violencia de Género y Paz Social”.
Fue candidata a diputada federal plurinominal en las elecciones de 1990; a diputada local por el IV distrito electoral de La Paz para las elecciones de 1993 y nuevamente a diputada federal por el II distrito electoral en 1990.

### Diputada federal
Su primer cargo de elección popular, fue como Síndico en el VII Ayuntamiento de La Paz; fue también diputada federal en dos ocasiones, en la LXI Legislatura del Congreso de la Unión de México y en la LIX Legislatura del Congreso de la Unión de México. Del 2003 al 2006 se desempeñó como diputada plurinominal por ser parte del sector femenil del PRI, por lo que fue coordinadora de las mujeres de su partido dentro de la Cámara.
Asumió la iniciativa partidista para instituir las cuotas de género, logrando que su institución política diera el primer paso en América Latina, en términos de equidad. Promovió las modificaciones a la Ley sobre la Violencia de Género, logrando sanciones más severas en este delicado tema, así como en el de acoso sexual. Suscribió la iniciativa de ley que transformó la conformación del Instituto Nacional de la Mujer, hoy vigente, para que contara con un mejor nivel y mucho mayor apoyo. Participó en la Comisión Especial sobre Feminicidios en la República Mexicana del Congreso de la Unión y de la de Radio, Televisión y Cinematografía.

### Presidenta Municipal
Retorna formalmente a su entidad natal, como Presidente del Comité Directivo Estatal del PRI, donde es electa como candidata a las elecciones de 2011 por la alcaldía de la capital de Baja California Sur.
Es electa Presidente del H. XIV Ayuntamiento de La Paz, ganando los comicios del 6 de febrero de 2011 con un 37.69% de los votos. Tomando posesión como Presidente Municipal del H. XIV Ayuntamiento de La Paz, el 27 de abril del 2011.
Ha sido galardonada con Premio Nacional Tlatoani 2014, reconocimiento a la cuestión pública de su gobierno en el municipio de La Paz, Baja California Sur y su contribución al desarrollo del país.
Ha sido elegida presidenta de la Red de Municipios por la Salud en BCS y vicepresidenta nacional de la Red Mexicana de Municipios por la Salud. Además es Vicepresidente de Desarrollo Cultural del Consejo Directivo Nacional de la FENAMM (Federación Nacional de Municipios de México). 
El 6 de octubre de 2014, el Secretario de Gobernación, Miguel Ángel Osorio Chong, le tomó protesta como Vicepresidente del Consejo Directivo de la Conferencia Nacional de Municipios de México (CONAMM) que preside Leticia Quezada, presidenta de AALMAC y jefa delegacional de Magdalena Contreras.
Ha logrado la inclusión especial de La Paz como parte de la Iniciativa de Ciudades Emergentes y Sostenibles del BID.
Durante su gobierno se dio apoyo a jóvenes en el pago del transporte urbano, se le dio un papel central al apoyo a la mujer inaugurándose el Centro de Atención a la Mujer, creó el Programa de Fotovoltaicos para las Zonas Rurales con el que se aplicaron fondos municipales y estatales para la instalación de lámparas led como iluminación pública, y la regularización de la tenencia de la tierra.
Su salida del Gobierno municipal de La Paz se dio antes de terminar el cargo como regularmente lo ha hecho en todas sus responsabilidades públicas para ir en busca de una nueva posición. Dejó una profunda crisis financiera en el Ayuntamiento de La Paz ya que fue demandada por el actual alcalde por el quebranto patrimonial a las arcas municipales por el orden de los 850 millones de pesos. Actualmente enfrenta una demanda ante la Procuraduría General de la República dicho quebranto financiero. http://elinformantebcs.mx/comprobarse-desvios-esthela-ponce-procesada-ivonne-ortega/ Archivado el 8 de marzo de 2017 en Wayback Machine.
También enfrenta una demanda por peculado debido a que nunca reportó los pagos de los trabajadores del Ayuntamiento de La Paz a FONACOT, esto por un monto mayor a los 10 millones de pesos. http://www.bcsnoticias.mx/fonacot-demando-via-penal-a-expresidentes-y-exsindicos-de-la-paz-y-los-cabos/